# والی آنبلز
والی آنبلز (انگلیسی: Wally Annables; ۳۱ اکتبر ۱۹۱۱ – ۱۶ اوت ۱۹۷۹) بازیکن فوتبال بود.
از باشگاه‌هایی که در آن بازی کرده‌است می‌توان به باشگاه فوتبال گریمزبی تاون اشاره کرد.